# NGC 5434
NGC 5434 (również PGC 50077 lub UGC 8965) – galaktyka spiralna (Sc), znajdująca się w gwiazdozbiorze Wolarza. Odkrył ją Wilhelm Tempel 25 kwietnia 1883 roku.